# Apanteles assis
Apanteles assis är en stekelart som beskrevs av Nixon 1965. Apanteles assis ingår i släktet Apanteles och familjen bracksteklar. Inga underarter finns listade i Catalogue of Life.